# Борислава Иванова
 Тази статия е за състезателката по кану-каяк.  За  състезателката по аеробика вижте Борислава Иванова (аеробика).  
Борислава Иванова-Милкова е българска състезателка по кану-каяк от края на 80-те години на XX век.
Родена е на 24 ноември 1966 г. във Видин. Спортистка на „Левски“, София.
Тя печели бронзов медал заедно с Диана Палийска, Ваня Гешева и Огняна Душева на 500 м с 4-местен каяк от Летните олимпийски игри в Сеул през 1988 г.